# Rushden & Diamonds Football Club
O Rushden & Diamonds Football Club foi um clube de futebol da Inglaterra. Disputou a National League, a última divisão nacional do Campeonato Inglês de Futebol, que equivale à 5ª divisão do futebol inglês. Foi substituido pelo AFC Rushden & Diamonds.
Manda suas partidas no Nene Park, em Irthlingborough, com capacidade para 6.441 torcedores.